# Рыженко, Борис Николаевич
Борис Николаевич Рыженко (4 июня 1935 года, Краснодар — 3 февраля 2024 года, Москва) — советский и российский учёный-геохимик, лауреат премии имени А. П. Виноградова (2005), премии имени Ф. П. Саваренского (2016).

## Биография
Родился в 1935 году в Краснодаре в семье служащих.
В 1958 году окончил химический факультет МГУ. Дипломная работа «Синтез и разложение хризоберилла» выполнена под руководством А. В. Новоселовой. Во время учёбы участвовал в геологических экспедициях на Урале (1956) и Средней Азии (1958).
В 1958 году — распределен в Институт геохимии СО АН СССР (Иркутск), где принимал участие в полевых работах в Забайкалье в 1959—1961 годах.
С 1961 по 1964 годы — в ГЕОХИ АН СССР выполнил и защитил кандидатскую диссертацию, посвященную измерению ионизации ряда неорганических кислот при гидротермальных параметрах.
С 1968 по 1980 годы — работает на кафедре геохимии МГУ.
В 1978 году — в ГЕОХИ АН СССР защитил докторскую диссертация, тема: «Термодинамика равновесий в гидротермальных растворах».
Работал в Институте геохимии и аналитической химии имени В. И. Вернадского РАН, с 1992 зав. лабораторией.

## Научная и общественная деятельность
Научные интересы: разработка физико-химических основ гидротермальных и гидрогеохимических процессов; кинетика и термодинамический анализ минеральных равновесий, компьютерное моделирование «систем порода-вода».
В составе коллектива авторов участвовал в подготовке критической сводки термодинамических характеристик неорганических веществ (Справочник термодинамических величин (для геологов) / Г. Б. Наумов, Б. Н. Рыженко, И. Л. Ходаковский. М.: Атомиздат, 1971)
В составе группы учёных выявил факторы, определяющие формирование состава основных геохимических типов природных вод (Гидрогеохимия подземных вод. Теоретические, прикладные и экологические аспекты / С. Р. Крайнов, Б. Н. Рыженко, В. М. Швец. М.: Наука, 2004).
В составе группы учёных выполнено моделирование ряда гидротермальных систем олова и урана, гидрогенного рудообразования цинка, свинца, сурьмы, мышьяка; выполнена серия экспериментальных измерений термодинамических свойств соединений олова, титана, циркония, урана при условиях контролируемой окислительно-восстановительной обстановки (публикации в «Геохимии» и «Геологии рудных месторождений»).

### Педагогическая деятельность
- 1978—1980 годы — профессор геохимии университета Аддис-Абебы (Эфиопия)
- 2007—2009 годы — чтение курса лекций по моделированию гидрогеохимических процессов в РГГРУ имени С. Орджоникидзе (Москва)

### Научно-организационная работа
- Учёный секретарь, заведующий лабораторией, заместитель директора ГЕОХИ РАН, заместитель академика-секретаря ОГГГГН РАН;
- с 1985 по 1988 годы — представитель Президента АН СССР (в ранге советника) при Правительстве Республики Афганистан.

### Из библиографии
- Справочник термодинамических величин (для геологов) / Г. Б. Наумов, Б. Н. Рыженко, И. Л. Ходаковский. М.: Атомиздат, 1971.
- Гидрогеохимия подземных вод. Теоретические, прикладные и экологические аспекты / С. Р. Крайнов, Б. Н. Рыженко, В. М. Швец. М.: Наука, 2004

## Награды
- Премия имени А. П. Виноградова (совместно с Г. Б. Наумовым, И. Л. Ходаковским, за 2005 год) — за серию работ «Термодинамика геохимических процессов»
- Премия имени Ф. П. Саваренского (совместно с В. Д. Швецом, за 2016 год) — за монографию «Геохимия подземных вод. Теоретические, прикладные и экологические аспекты»